# Max Miller (homme politique)
Max Leonard Miller, né le 13 novembre 1988 à Shaker Heights, est un homme politique américain. Membre du Parti républicain, il représente le 7e district de l'Ohio à la Chambre des représentants des États-Unis depuis 2023.

## Biographie
Avant son élection au congrès en 2022, Miller sert dans le corps des Marines des États-Unis. Il fait ensuite parti de l'administration Trump.

## Vie personnelle
Miller est résident de Rocky River avec sa femme Emily Miller, fille du sénateur Bernie Moreno. Précédemment, Max Miller est en relation avec Stephanie Grisham, qui l'accuse de l'avoir agressée physiquement durant leur histoire.